# 北師大 (小惑星)
北師大 (8050 Beishida) は小惑星帯に位置する小惑星。北京天文台CCD小惑星観測プログラムで発見された。
1902年に創立された北京師範大学 (Beijing Shifan Daxue) から命名された。